# 布利奇頓 (佛羅里達州)
布利奇頓（英語：Blitchton）是位於美國佛羅里達州馬里昂縣的一個非建制地區。該地的面積和人口皆未知。

## 地理
布利奇頓的座標為29°16′57″N 82°20′12″W / 29.28250°N 82.33667°W，而該地的平均海拔高度為23米（即75英尺）。